# Artzenheim
Artzenheim település Franciaországban, Haut-Rhin megyében. Lakosainak száma 859 fő (2022. január 1.). Artzenheim Baltzenheim, Durrenentzen, Jebsheim, Marckolsheim és Vogtsburg im Kaiserstuhl községekkel határos.

## Népesség
A település népességének változása:
| Lakosok száma | 809  | 830  | 849  | 846  | 862  | 863  | 864  | 862  | 859  |
|               | 2013 | 2015 | 2016 | 2017 | 2018 | 2019 | 2020 | 2021 | 2022 |